# Campeonato Sul Americano de Hóquei em Patins de 1969
Campeonato Americano de Hóquei em Patins, esta edição realizou-se  na cidade Medellín Colombia entre os dias 9 e 13 de Novembro. Esta competição foi organizada pela CSP, a Federação Sul-Americana de Patinagem.

## Paises participantes
Chile 7ª Participação
 Argentina 6ª Participação
 Brasil 6ª Participação
 Uruguai 6ª Participação
 Colômbia 3ª Participação

## Fase Grupo
| 9 de Novembro 1969 | Argentina | 2 – 1 | Chile |  |
|                    |           |       |       |  |

| 9 de Novembro 1969 | Colômbia | 1 – 2 | Uruguai |  |
|                    |          |       |         |  |

| 10 de Novembro 1969 | Chile | 2 – 3 | Brasil |  |
|                     |       |       |        |  |

| 10 de Novembro 1969 | Argentina | 4 – 1 | Uruguai |  |
|                     |           |       |         |  |

| 11 de Novembro 1969 | Chile | 3 – 0 | Uruguai |  |
|                     |       |       |         |  |

| 11 de Novembro 1969 | Brasil | 8 – 1 | Colômbia |  |
|                     |        |       |          |  |

| 12 de Novembro 1969 | Chile | 10 – 1 | Colômbia |  |
|                     |       |        |          |  |

| 12 de Novembro 1969 | Argentina | 0 – 1 | Brasil |  |
|                     |           |       |        |  |

| 13 de Novembro 1969 | Colômbia | 0 – 7 | Argentina |  |
|                     |          |       |           |  |

| 13 de Novembro 1969 | Brasil | 0 – 0 | Uruguai |  |
|                     |        |       |         |  |